# Список наград и номинаций фильма «Мстители: Война бесконечности»
«Мсти́тели: Война́ бесконе́чности» (англ. Avengers: Infinity War) — американский супергеройский фильм 2018 года, основанный на одноименной команде супергероев издания Marvel Comics. Фильм был снят компанией Marvel Studios и распространяется компанией Walt Disney Studios Motion Pictures. Является продолжением фильмов «Мстители» (2012) и «Мстители: Эра Альтрона» (2015), а также 19-м фильмом медиафраншизы «Кинематографическая вселенная Marvel» (КВМ). Режиссёрами выступили Энтони и Джо Руссо, а сценаристами Кристофер Маркус и Стивен Макфили. В фильме приняли участие актёры Роберт Дауни-младший, Крис Хемсворт, Марк Руффало, Крис Эванс, Скарлетт Йоханссон, Бенедикт Камбербэтч, Дон Чидл, Том Холланд, Чердвик Боузман, Пол Беттани, Элизабет Олсен, Энтони Маки, Себастиан Стэн, Данай Гурира, Летиша Райт, Дейв Батиста, Зои Салдана, Джош Бролин и Крис Прэтт. По сюжету, команды «Мстители» и «Стражи Галактики» пытаются помешать титану Таносу собрать все шесть Камней Бесконечности для уничтожения половины жизни во Вселенной.
Премьера фильма «Мстители: Война бесконечности» состоялась 23 апреля 2018 года в Голливуде (Лос-Анджелес), а 27 апреля 2018 года он вышел в прокат в США, став частью Третьей фазы КВМ. Бюджет фильма составил 325–400 млн долларов США, при этом фильм стал первым супергеройским фильмом, собравшим $ 2 млрд долларов по всему миру, побив множество кассовых рекордов и став самым кассовым фильмом 2018 года всех времён как в мире, так и в США и Канаде. На сайте-агрегаторе рецензий Rotten Tomatoes фильм получил рейтинг одобрения 85 % на основе 492 отзывов со средней оценкой 7,6/10.
Фильм был удостоен множества наград и номинаций в различных категориях. Особое признание получили актёрская игра (в основном Джоша Бролина) и визуальные эффекты. Фильм получил номинацию на 91-й церемонии вручения премии «Оскар», в категории «Лучшие визуальные эффекты». На 46-й церемонии вручения премии «Энни» фильм получил номинацию в категории «Выдающиеся достижения в области анимации персонажей в живом действии». На 72-й церемонии вручения премии Британской Академии киноискусства фильм были номинирован в категории «Лучшие визуальные эффекты». На 24-й церемонии вручения премии «Выбор критиков» фильм получил две номинации. На 61-й церемонии вручения премии «Грэмми» композитор Алан Сильвестри получил номинацию в категории «Лучшая инструментальная композиция». На 45-й церемонии вручения премии «Сатурн» фильм получил одну из двух номинаций.

## Награды и номинации
| Награда                                        | Дата церемонии   | Категория                                                                                               | Получатель(-и)                                                                               | Результат      | Прим.         |
| ---------------------------------------------- | ---------------- | --- | -------------------------------------------------------------------------------------------- | -------------- | ------------- |
| «Оскар»                                        | 24 февраля 2019  | «Лучшие визуальные эффекты»                                                                             | Дэн Делиув, Рассел Эрл, Келли Порт и Дэн Судик                                               | Номинация      | [ 15 ]        |
| «Энни»                                         | 2 февраля 2019   | «Выдающиеся достижения в области анимации персонажей в живом действии»                                  | Пол Стори, Сидни Комбо, Этеуати Тема, Джейкоб Луамануваэ и Сэм Шарплин                       | Номинация      | [ 16 ]        |
| Награды Остинской ассоциации кинокритиков      | 7 января 2019    | «Лучший ансамбль»                                                                                       | «Мстители: Война бесконечности»                                                              | Номинация      | [ 17 ] [ 18 ] |
| Награды Остинской ассоциации кинокритиков      | 7 января 2019    | «Лучшая работа по захвату движения/спецэффектам»                                                        | Джош Бролин                                                                                  | Победа         | [ 17 ] [ 18 ] |
| BET Awards                                     | 23 июня 2019     | «Лучший актёр»                                                                                          | Чедвик Боузман                                                                               | Номинация      | [ 19 ]        |
| Премия Британской Академии в области кино      | 10 февраля 2019  | «Лучшие визуальные эффекты»                                                                             | Дэн Делиув, Рассел Эрл, Келли Порт и Дэн Судик                                               | Номинация      | [ 20 ]        |
| Гильдия художников по костюмам                 | 19 февраля 2019  | «Лучший дизайн костюмов в фэнтези-фильме»                                                               | Джудианна Маковски                                                                           | Номинация      | [ 21 ]        |
| «Выбор критиков»                               | 13 января 2019   | «Лучший экшн-фильм»                                                                                     | «Мстители: Война бесконечности»                                                              | Номинация      | [ 22 ]        |
| «Выбор критиков»                               | 13 января 2019   | «Лучшие визуальные эффекты»                                                                             | «Мстители: Война бесконечности»                                                              | Номинация      | [ 22 ]        |
| «Дракон»                                       | 1 сентября 2018  | «Лучший научно-фантастический или фэнтезийный фильм»                                                    | «Мстители: Война бесконечности»                                                              | Номинация      | [ 23 ]        |
| Премия Общества кинокритиков штата Флорида     | 21 декабря 2018  | «Лучшие визуальные эффекты»                                                                             | Дэн Делиув, Рассел Эрл, Келли Порт и Дэн Судик                                               | Второе место   | [ 24 ]        |
| Награды Ассоциации кинокритиков штата Джорджия | 12 января 2019   | «Премия Оглторпа за выдающиеся достижения в области кинематографа штата Джорджия»                       | «Мстители: Война бесконечности»                                                              | Номинация      | [ 25 ]        |
| Golden Reel Awards                             | 17 февраля 2019  | «Выдающиеся достижения в области монтажа звука — звуковые эффекты и фоулинг для художественного фильма» | «Мстители: Война бесконечности»                                                              | Номинация      | [ 26 ]        |
| «Золотой трейлер»                              | 31 мая 2018      | «Лучшее событие»                                                                                        | «Millions» (MOCEAN)                                                                          | Номинация      | [ 27 ] [ 28 ] |
| «Золотой трейлер»                              | 31 мая 2018      | «Лучшая оригинальная партитура»                                                                         | «Millions» (MOCEAN)                                                                          | Номинация      | [ 27 ] [ 28 ] |
| «Золотой трейлер»                              | 31 мая 2018      | «Лучший тизер»                                                                                          | «Balance» (MOCEAN)                                                                           | Номинация      | [ 27 ] [ 28 ] |
| «Золотой трейлер»                              | 29 мая 2019      | «Лучшая домашняя акция»                                                                                 | «Announce Trailer» (Tiny Hero)                                                               | Номинация      | [ 29 ] [ 30 ] |
| «Золотой трейлер»                              | 29 мая 2019      | «Лучшее домашнее приключение»                                                                           | «Announce Trailer» (Tiny Hero)                                                               | Победа         | [ 29 ] [ 30 ] |
| «Золотой трейлер»                              | 29 мая 2019      | «Лучший приключенческий плакат в жанре фэнтези»                                                         | «Payoff One-Sheet» (Lindeman & Associates)                                                   | Номинация      | [ 29 ] [ 30 ] |
| «Грэмми»                                       | 10 февраля 2019  | «Лучшая инструментальная композиция»                                                                    | Алан Сельвестри за «Infinity War»                                                            | Номинация      | [ 31 ]        |
| Награды Гильдии музыкальных супервайзеров      | 13 февраля 2019  | «Лучшее музыкальное сопровождение в трейлере фильма»                                                    | Саназ Лаваедян (MOCEAN)                                                                      | Номинация      | [ 32 ]        |
| Голливудский кинофестиваль                     | 4 ноября 2018    | «Голливудская премия за визуальные эффекты»                                                             | Дэн Делиув, Рассел Эрл, Келли Порт и Дэн Судик                                               | Почетные гости | [ 33 ]        |
| Награды Голливудского почтового альянса        | 15 ноября 2018   | «Выдающиеся достижения в области цветокоррекции — художественный фильм»                                 | Стивен Дж. Скотт и Чарльз Буннаг                                                             | Номинация      | [ 34 ]        |
| Награды Голливудского почтового альянса        | 15 ноября 2018   | «Выдающийся звук в художественном фильме»                                                               | Шеннон Миллс, Дэниел Лори, Том Джонсон и Хуан Перальта                                       | Номинация      | [ 34 ]        |
| Награды Голливудского почтового альянса        | 15 ноября 2018   | «Выдающиеся визуальные эффекты в полнометражном фильме»                                                 | Мэтт Эйткен, Чарльз Тейт, Пол Стори, Дэвид Конли и Марвин Янг                                | Победа         | [ 34 ]        |
| «Хьюго»                                        | 18 августа 2019  | «Лучшая постановка»                                                                                     | Братья Руссо, а также Кристофер Маркус и Стивен Макфили                                      | Номинация      | [ 35 ]        |
| Награды Общества кинокритиков Лос-Анджелеса    | 9 января 2019    | «Лучший боевик»                                                                                         | «Мстители: Война бесконечности»                                                              | Номинация      | [ 36 ] [ 37 ] |
| Награды Общества кинокритиков Лос-Анджелеса    | 9 января 2019    | «Лучший блокбастер»                                                                                     | «Мстители: Война бесконечности»                                                              | Номинация      | [ 36 ] [ 37 ] |
| Награды Общества кинокритиков Лос-Анджелеса    | 9 января 2019    | «Лучшая каскадёрская работа»                                                                            | «Мстители: Война бесконечности»                                                              | Номинация      | [ 36 ] [ 37 ] |
| Награды Общества кинокритиков Лос-Анджелеса    | 9 января 2019    | «Лучшие визуальные эффекты»                                                                             | Дэн Делиув, Рассел Эрл, Келли Порт и Дэн Судик                                               | Победа         | [ 36 ] [ 37 ] |
| Награды Общества кинокритиков Лос-Анджелеса    | 9 января 2019    | «Лучшие визуальные эффекты или анимационное представление»                                              | Джош Бролин                                                                                  | Победа         | [ 36 ] [ 37 ] |
| MTV Movie & TV Awards                          | 18 июня 2018     | «Фильм года»                                                                                            | «Мстители: Война бесконечности»                                                              | Номинация      | [ 38 ]        |
| MTV Movie & TV Awards                          | 18 июня 2018     | «Лучший кинозлодей»                                                                                     | Джош Бролин                                                                                  | Номинация      | [ 38 ]        |
| MTV Movie & TV Awards                          | 18 июня 2018     | «Лучший бой»                                                                                            | Скарлетт Йоханссон, Данай Гурира и Элизабет Олсен против Кэрри Кун                           | Номинация      | [ 38 ]        |
| Nickelodeon Kids' Choice Awards                | 23 марта 2019    | «Любимый фильм»                                                                                         | «Мстители: Война бесконечности»                                                              | Победа         | [ 39 ]        |
| Nickelodeon Kids' Choice Awards                | 23 марта 2019    | «Любимый киноактёр»                                                                                     | Крис Эванс                                                                                   | Номинация      | [ 39 ]        |
| Nickelodeon Kids' Choice Awards                | 23 марта 2019    | «Любимый киноактёр»                                                                                     | Крис Хемсворт                                                                                | Номинация      | [ 39 ]        |
| Nickelodeon Kids' Choice Awards                | 23 марта 2019    | «Лучшая киноактриса»                                                                                    | Скарлетт Йоханссон                                                                           | Номинация      | [ 39 ]        |
| Nickelodeon Kids' Choice Awards                | 23 марта 2019    | «Лучшая киноактриса»                                                                                    | Зои Салдана                                                                                  | Номинация      | [ 39 ]        |
| Nickelodeon Kids' Choice Awards                | 23 марта 2019    | «Любимый супергерой»                                                                                    | Роберт Дауни-младший                                                                         | Победа         | [ 39 ]        |
| Nickelodeon Kids' Choice Awards                | 23 марта 2019    | «Любимый супергерой»                                                                                    | Крис Эванс                                                                                   | Номинация      | [ 39 ]        |
| Nickelodeon Kids' Choice Awards                | 23 марта 2019    | «Любимый супергерой»                                                                                    | Крис Хемсворт                                                                                | Номинация      | [ 39 ]        |
| Nickelodeon Kids' Choice Awards                | 23 марта 2019    | «Любимый супергерой»                                                                                    | Скарлетт Йоханссон                                                                           | Номинация      | [ 39 ]        |
| Nickelodeon Kids' Choice Awards                | 23 марта 2019    | «Любимый удар по заднице»                                                                               | Зои Салдана                                                                                  | Номинация      | [ 39 ]        |
| People's Choice Awards                         | 11 ноября 2018   | «Фильм 2018 года»                                                                                       | «Мстители: Война бесконечности»                                                              | Победа         | [ 40 ]        |
| People's Choice Awards                         | 11 ноября 2018   | «Боевик 2018 года»                                                                                      | «Мстители: Война бесконечности»                                                              | Победа         | [ 40 ]        |
| People's Choice Awards                         | 11 ноября 2018   | «Мужчина-звезда кино 2018 года»                                                                         | Роберт Дауни-младший                                                                         | Номинация      | [ 40 ]        |
| People's Choice Awards                         | 11 ноября 2018   | «Мужчина-звезда кино 2018 года»                                                                         | Крис Хемсворт                                                                                | Номинация      | [ 40 ]        |
| People's Choice Awards                         | 11 ноября 2018   | «Женщина-звезда кино 2018 года»                                                                         | Скарлетт Йоханссон                                                                           | Победа         | [ 40 ]        |
| People's Choice Awards                         | 11 ноября 2018   | «Звезда боевиков 2018 года»                                                                             | Крис Хемсворт                                                                                | Номинация      | [ 40 ]        |
| «Спутник»                                      | 17 февраля 2019  | «Лучшие визуальные эффекты»                                                                             | «Мстители: Война бесконечности»                                                              | Номинация      | [ 41 ] [ 42 ] |
| «Сатурн»                                       | 13 сентября 2019 | «Лучший фильм — экранизация комикса»                                                                    | «Мстители: Война бесконечности»                                                              | Номинация      | [ 43 ] [ 44 ] |
| «Сатурн»                                       | 13 сентября 2019 | «Лучший киноактёр второго плана»                                                                        | Джош Бролин                                                                                  | Победа         | [ 43 ] [ 44 ] |
| Премия Гильдии киноактёров США                 | 27 января 2019   | «Лучший каскадёрский ансамбль в игровом кино»                                                           | «Мстители: Война бесконечности»                                                              | Номинация      | [ 45 ]        |
| Награды Общества кинокритиков Сиэтла           | 17 декабря 2018  | «Лучшие визуальные эффекты»                                                                             | Дэн Делиув, Рассел Эрл, Келли Порт и Дэн Судик                                               | Номинация      | [ 46 ] [ 47 ] |
| Награды Общества кинокритиков Сиэтла           | 17 декабря 2018  | «Лучший злодей»                                                                                         | Джош Бролин                                                                                  | Номинация      | [ 46 ] [ 47 ] |
| Награды Ассоциации кинокритиков Сент-Луиса     | 16 декабря 2018  | «Лучший боевик»                                                                                         | «Мстители: Война бесконечности»                                                              | Номинация      | [ 48 ] [ 49 ] |
| Награды Ассоциации кинокритиков Сент-Луиса     | 16 декабря 2018  | «Лучшие визуальные эффекты»                                                                             | «Мстители: Война бесконечности»                                                              | Победа         | [ 48 ] [ 49 ] |
| Награды Ассоциации кинокритиков Сент-Луиса     | 16 декабря 2018  | «Лучшая сцена»                                                                                          | Прибытие Тора в Ваканду                                                                      | Номинация      | [ 48 ] [ 49 ] |
| Teen Choice Awards                             | 12 августа 2018  | «Выбор фильма — Экшн»                                                                                   | «Мстители: Война бесконечности»                                                              | Победа         | [ 50 ]        |
| Teen Choice Awards                             | 12 августа 2018  | «Выбор актёра боевика»                                                                                  | Крис Эванс                                                                                   | Номинация      | [ 50 ]        |
| Teen Choice Awards                             | 12 августа 2018  | «Выбор актёра боевика»                                                                                  | Роберт Дауни-младший                                                                         | Победа         | [ 50 ]        |
| Teen Choice Awards                             | 12 августа 2018  | «Выбор актёра боевика»                                                                                  | Том Холланд                                                                                  | Номинация      | [ 50 ]        |
| Teen Choice Awards                             | 12 августа 2018  | «Выбор актрисы боевика»                                                                                 | Элизабет Олсен                                                                               | Номинация      | [ 50 ]        |
| Teen Choice Awards                             | 12 августа 2018  | «Выбор актрисы боевика»                                                                                 | Скарлетт Йоханссон                                                                           | Победа         | [ 50 ]        |
| Teen Choice Awards                             | 12 августа 2018  | «Выбор актрисы боевика»                                                                                 | Зои Салдана                                                                                  | Номинация      | [ 50 ]        |
| Teen Choice Awards                             | 12 августа 2018  | «Лучший кинозлодей»                                                                                     | Джош Бролин                                                                                  | Номинация      | [ 50 ]        |
| Teen Choice Awards                             | 12 августа 2018  | «Выбор поцелуя»                                                                                         | Крис Прэтт и Зои Салдана                                                                     | Номинация      | [ 50 ]        |
| Teen Choice Awards                             | 12 августа 2018  | «Лучшая ссора»                                                                                          | Марк Руффало                                                                                 | Номинация      | [ 50 ]        |
| Общество специалистов по визуальным эффектам   | 5 февраля 2019   | «Выдающиеся визуальные эффекты в фотореалистичном фильме»                                               | Дэн Делиув, Джен Андердал, Келли Порт, Мэтт Эйткен и Дэн Судик                               | Победа         | [ 51 ]        |
| Общество специалистов по визуальным эффектам   | 5 февраля 2019   | «Выдающийся анимационный персонаж в фотореалистичном фильме»                                            | Филипп Крамер, Даррен Хендлер, Пол Стори и Сидни Комбо-Кинтомбо за оформление Таноса         | Победа         | [ 51 ]        |
| Общество специалистов по визуальным эффектам   | 5 февраля 2019   | «Выдающаяся модель в фотореальном или анимационном проекте»                                             | Чад Роен, Райан Роджерс, Джефф Тетцлафф и Минг Пан за оформление Кузни Нидавеллира           | Номинация      | [ 51 ]        |
| Общество специалистов по визуальным эффектам   | 5 февраля 2019   | «Выдающиеся эффекты моделирования в фотореалистичном фильме»                                            | Херардо Агилера, Ашраф Гоним, Василис Пазионис и Хартвелл Дюрфор за оформление планеты Титан | Победа         | [ 51 ]        |
| Общество специалистов по визуальным эффектам   | 5 февраля 2019   | «Выдающиеся эффекты моделирования в фотореалистичном фильме»                                            | Флориан Витцель, Адам Ли, Мигель Перес Сенент и Франциско Родригес за оформление Ваканды     | Номинация      | [ 51 ]        |
| Общество специалистов по визуальным эффектам   | 5 февраля 2019   | «Выдающийся монтаж в фотореалистичном фильме»                                                           | Сабина Лаймер, Тим Уокер, Тобиас Визнер и Массимо Паскетти за оформление планеты Титан       | Победа         | [ 51 ]        |
| Награды Ассоциации кинокритиков Вашингтона     | 3 декабря 2018   | «Лучшая операторская работа»                                                                            | Джош Бролин                                                                                  | Победа         | [ 52 ]        |